# Kidz Bop
"Kidz Bop" é uma marca de coletânea musical de música infantil realizando músicas contemporâneas popular de sucesso.
A empresa foi fundada por Cliff Chenfeld e Craig Balsam em 2001 sob Razor & Tie Entertainment. Os álbuns são compostos de "crianças-amigáveis" cantando versões das últimas músicas no Top 40 das rádios. Cada ano, Kidz Bop libera 2 volumes de CDs, como também de 4 "música" compilações.
De acordo com a Billboard, três álbuns Kidz Bop estavam entre os dez álbuns infantis mais vendidos em 2010, incluindo ambos os dois primeiros álbuns. Kidz Bop 18 foi o álbum infantiil #1 'de 2010; Kidz Bop 17 classificados em #2, e Kidz Bop 16 foi #10.
Além da música, a marca também tem uma rede social e site de compartilhamento de conteúdo, KIDZBOP.com.

## Discografia Kidz Bop

### Album
| Ano  | Álbum                                             | Melhor Posição na Parada Musical | Melhor Posição na Parada Musical | Certificações |
| Ano  | Álbum                                             | BB 200                           | BB Kids                          | Certificações |
| ---- | ------------------------------------------------- | -------------------------------- | -------------------------------- | ------------- |
| 2001 | Kidz Bop - Lançamento: 9 de Outubro de 2001       | 71                               | 1                                | - EUA: Ouro   |
| 2002 | Kidz Bop 2 - Lançamento: 20 de Agosto de 2002     | 37                               | 1                                | - EUA: Ouro   |
| 2003 | Kidz Bop 3 - Lançamento: 4 de Março de 2003       | 17                               | 1                                | - EUA: Ouro   |
| 2003 | Kidz Bop 4 - Lançamento: 12 de Agosto de 2003     | 14                               | 1                                | - EUA: Ouro   |
| 2004 | Kidz Bop 5 - Lançamento: 24 de Fevereiro de 2004  | 34                               | 1                                |               |
| 2004 | Kidz Bop 6 - Lançamento: 10 de Agosto de 2004     | 23                               | 1                                |               |
| 2005 | Kidz Bop 7 - Lançamento: 22 de Fevereiro de 2005  | 7                                | 1                                | - EUA: Ouro   |
| 2005 | Kidz Bop 8 - Lançamento: 2 de Agosto de 2005      | 6                                | 1                                | - EUA: Ouro   |
| 2006 | Kidz Bop 9 - Lançamento: 21 de Fevereiro de 2006  | 2                                | 2                                | - EUA: Ouro   |
| 2006 | Kidz Bop 10 - Lançamento: 1 de Agosto de 2006     | 3                                | 1                                | - EUA: Ouro   |
| 2007 | Kidz Bop 11 - Lançamento: 20 de Fevereiro de 2007 | 4                                | 1                                |               |
| 2007 | Kidz Bop 12 - Lançamento: 31 de Julho de 2007     | 7                                | 2                                |               |
| 2008 | Kidz Bop 13 - Lançamento: 19 de Fevereiro de 2008 | 4                                | 1                                |               |
| 2008 | Kidz Bop 14 - Lançamento: 29 de Julho de 2008     | 8                                | 1                                |               |
| 2009 | Kidz Bop 15 - Lançamento: 3 de Fevereiro de 2009  | 7                                | 1                                |               |
| 2009 | Kidz Bop 16 - Lançamento: 4 de Agosto de 2009     | 8                                | 1                                |               |
| 2010 | Kidz Bop 17 - Lançamento: 26 de Janeiro de 2010   | 12                               | 1                                |               |
| 2010 | Kidz Bop 18 - Lançamento: 20 de Julho de 2010     | 5                                | 1                                |               |
| 2011 | Kidz Bop 19 - Lançamento: 18 de Janeiro de 2011   | 2                                | 1                                |               |
| 2011 | Kidz Bop 20 - Lançamento: 19 de Julho de 2011     | 10                               | 2                                |               |

### Coletâneas especiais
1. Kidz Bop Christmas – Lançamento 2002
2. Kidz Bop: All New 5 Cool Songs – Lançamento 2002
3. Kidz Bop Karaoke - Lançamento 2004
4. Kidz Bop Gold – Lançamento 2004
5. Kidz Bop Halloween – Lançamento 2004
6. Kidz Bop Hanukkah - Lançamento 2005
7. Los Kidz Bop - Lançamento 2005
8. More Kidz Bop Gold - Lançamento 2006
9. Kidz Bop Sports Jamz - Lançamento 2007
10. A Kidz Bop Valentine - Lançamento 2007
11. Kidz Bop Country – Lançamento 2007
12. Kidz Bop 80s Gold – Lançamento 2008
13. Kidz Bop American Starz - Lançamento 2009
14. Kidz Bop Greatest Hits – Lançamento 2009
15. Kidz Bop Car Songs - Lançamento 2009
16. Kidz Bop Sings The Beatles – Lançamento 2009
17. The Kidz Bop Anthology: Vols. 1–17 – Lançamento 2010[3]
18. Kidz Bop Dance Party! - Lançamento 2010[4]
19. Kidz Bop Halloween Party - Lançamento 2010
20. Kidz Bop Christmas Party - Lançamento 2010
21. Kidz Bop Spectacular Hits - Lançamento 2011
22. Kidz Bop Sings Monster Ballads - Lançamento 2011

### Kidz Bop World Tour
A Kidz Bop World Tour foi um show de rock em todo o país para as crianças com crianças e adultos performando sendo apoiados por uma banda de rock completa, que começou no outono de 2007, em Minneapolis, MN no Target Center. O elenco foi escolhido a partir de uma busca de talentos em todo o país e contou com Sarah Maria Gross, Markelle Gay, David Schiavone, Elizabeth Bashian e Brianna Komadina. A turnê percorreu o centro-oeste superior e da costa leste que compreende cerca de 29 shows durante uma corrida de 6 meses.

### Kidz Bop Kids
O conjunto Kidz Bop Kids foi formado em 2009, após uma busca de talentos em todo o país. Harrison, Becca Kyra, Dana Valerie e se tornou o primeiro rosto da marca BOP KIDZ, e muitas vezes aparecem nos álbuns, nos vídeos, músicas e comerciais de TV.
De acordo com a revista Billboard, os artistas do Kids Kidz Bop foram os jovens #1 'de 2010 (acima de Miley Cyrus, Jonas Brothers e Big Time Rush)
No verão de 2010, o conjunto apareceu em uma campanha publicitária em todo o país de volta às aulas para Macy, que lançou uma mini-turnê por todo o país.

### Controversas na escolha das músicas
Alguns questionam se as músicas que remakes Kidz Bop são adequados para crianças. "Paparazzi" de Lady Gaga, coberta em Kidz Bop 17, contém um uso da palavra "*** s" e referências a obsessão com as celebridades e uso de tabaco. "Tik Tok" por Ke$ha, coberto em Kidz Bop: Dance Party inclui a letra "... escovar os dentes com uma garrafa de Jack", uma referência ao uísque Jack Daniel. Este foi substituído por "... escovo os dentes e depois vou e embalagem." Ele também substitui "embriagado" com "bobo", "luta I'mma" com "eu estou bem", e exclui versos meio referenciando álcool, embriaguez e conduta desordeira. Uma das letras em "Alejandro", também por Lady Gaga é apenas fumar meu cigarro e silêncio ". On Kidz Bop 18 Deluxe,"Not Myself Tonight", de Christina Aguilera menciona sexo e usa" f *** you "duas vezes. canção de The Black Eyed Peas - "Boom Boom Pow" tem 9 usos de "***", s enquanto o "Club Can't Handle Me", de Flo Rida, é de cerca de beber em um bar e agindo bêbado. "Billionaire" por Travie McCoy, tem três usos de "f ***" e um dos "s ***". Em um caso único em 2006, Pete Wentz do Fall Out Boy parou Kidz Bop de cobrir o single "Dance Dance", por causa da da canção flagrante conotação sexual.
Kidz Bop rendições são editados em vários graus para a linguagem explícita, referências a drogas, e temas sugestivos, enquanto algumas referências a violência ainda pode ser encontrado. "Hey Soul Sister", por referências Train de Madonna "Like a Virgin". Algumas músicas são editadas, porque eles fazem referência as coisas que as crianças não faria. Em "Mine" por Taylor Swift, a linha "você estava na faculdade a trabalhar a tempo parcial esperando tabelas" foi alterado, como foi a linha "nos beijamos fazemos up" em "Hot n Cold" de Katy Perry. Ele também foi recentemente anunciou que a Kidz Bop 20 eles vão fazer a cobertura "Forget You" e "Perfect", a versão limpa do Cee Lo Green "F *** You" e Pink "F *** 'n Perfect".

## Redes Sociais
Em 2008, a Kidz Bop relançou as marcas 'website, www.KidzBop.com, como um compartilhamento de vídeo e site de redes sociais para crianças e tweens. Em dezembro de 2010, o site ultrapassou 900 mil usuários registrados. A partir de hoje, o site alcançou 1 milhão de membros. O site é gratuito e faz seu dinheiro de fora propagandas.

## Kidz Star USA Talent Search
Kidz Estrela EUA é uma busca de talentos online para crianças e pré-adolescentes, e estreou no verão de 2010 e 2011 em www.KidzBop.com. Depois de 35.000 entradas, e quase meio milhão de votos, Hunter Pecunia foi anunciado como o primeiro vencedor do concurso anual em 2010.

## Ligações Externas
- Site Oficial
- Macy's KIDZ BOP Style Jam